# Сакаевы
Сакаевы (тат. Сакаевлар) — один из татарских княжеских родов.
В документах феодальной эпохи фамилия рода обычно двойная Маматказины-Сакаевы, но впоследствии потомки мусульманских ветвей рода упразднили фамилию до Сакаевых.

## Значение фамилии
По одной из версий фамилия Сакаевы образована от татарских слов «сакау», «сакчы», что означает «охранять», «быть на дозоре».
Представители данного рода, являясь служилым сословием, издревле несли военную службу и охраняли приграничную территорию от регулярных набегов кочевников Ногайской и Крымский Орд.

## История рода

### Ранняя история рода
История рода Сакаевых начинается в степи Улуса Джучи. За участие в военных завоевательных походах хана Батыя татарские князья получают богатые мордовские земли и право взимать с местного населения (мордвы) ясак.
С 1300-х годов татарские феодалы переселяются с юга Золотой Орды — Сарая-Бату (близ современной Астрахани) — в Мещерский край, в среднее течение рек Мокши и Цны, в район будущих городов Темникова, Кадома, Краснослободска (ныне территория Республики Мордовия и Рязанской области).
«В древние времена роду нашего предки — служилые мурзы и татары — от своего усердия и желания выехали в высокославную Российскую Её Императорского Величества империю из Золотой Орды, что ныне именуется Актуба»
Согласно дозорной книге письма по Темникову за 1614 год, ныне хранящейся Российском государственном архиве древних актов, число татарских мурз в Темниковом уезде возросло с 443 в 1597 году до 475 в 1612 году вследствие раздачи земель участникам борьбы с польско-шведскими интервентами.
До XV века восточная часть Мещерского края идентифицировалась как отдельное государственное образование, однако в результате покорения Казани и Астрахани эти земли поступили во владение московских царей. Последние в целях закрепления своего господства на новой территории привлекали на свою сторону татарских князей и жаловали их новыми землями и ясаком в Темниковском уезде, освобождали от государственных налогов.

### История рода при правленииРюриковичей
Предком рода в архивных делах о дворянстве показывается мурза князь Отказ (Акказ) Маматказин сын Ефарбердеев, «коему дана жалованная грамота и поместье». Его единственным сыном назван мурза Досай (Дасай). По другой версии его сыновьями были Сакай мурза князь Маматказин и Опкай мурза князь Маматказин, которые упоминаются в записях о выборе третейских судей 1592 года: «… излюбили есмя межи собою третьих Сокая мурзу княж Момот Козина… На то послуси: …да Князь Опкай кнеж Мот Козин…».
У Досая мурзы известны 3 сына: Айдаролей (Адаролей), Ураз и Чепкун мурзы Маматказины. Айдаролей и Ураз мурзы упоминаются также как Сакаевы, оба они проживали в Темниковском уезде в деревне Шелдаис (ныне Пензенская область), а Чепкун мурза в деревне Теньсюпино Шацкого уезда, которому достались «по Шацку в деревне Агламазове на реке Цне и в прочих местах… поместные земляные дачи с людьми и со крестьяне», так, по данным 1678 года в этом селении у него совместно с ближайшими родственниками имелось 14 дворов зависимых крестьян.
Известно, что двое из троих сыновей Айдаролея Сакаева: Сафар и Черпакай были на государевой службе и принимали участие в Крымских походах 1687 и 1689 годов под командованием князя Голицына в период русско-турецкой войны. Дядя Сафара и Черпакая Сакаевых и родной брат Айдаролея Сакаева — Ураз мурза Маматказин владел в селе Никольском Керенского уезда (ныне Торбеевский район Республики Мордовия) 3 дворами крепостных крестьян, а в Кадомском уезде в селе Торопово (ныне Ковылкинский район Республики Мордовия) 1 крестьянским двором, всего четырьмя.
Известно также, что в XVII веке Кучукай Сакаев работал толмачём (переводчиком) посольского приказа России.

#### Быт
Согласно писцовым книгам Темниковского уезда:
«У мурзы в деревне двор помещиков с пристройками, да у него же дворовые избы, а живут в них русские дворовы люди. Да у него же бортни ухожьи со пчелами и без пчел. Рыбны ловли, омута и всякие угодья и зверины ловли с лосем, медведем, волком, куницею и зайцем, белкою, орлиным и ястребиным гнездом, бобровыми гонами, ременьями и перевесями.»

### История рода при правленииРомановых
С вступлением на престол царя Алексея Михайловича обостряется религиозная нетерпимость, регулярно предпринимаются попытки насильственного крещения татарской знати. По указу Петра I 1713 года служилым татарам предписывалось креститься: «Если в полгода не крестятся, то их владения и вотчины с людьми и крестьянами взять и отписать на него, Великого Государя.»
Насильственное же крещение воспринималось как кара. Татарская община, уже давно принявшая ислам, осуждала крещение, на это, как правило, шли только отдельные окончательно разорившиеся, запутавшиеся в долгах татарские князья.
Во время правления Петра I за некрещение владения и зависимое население у мурз Сакаевых и Маматказиных-Сакаевых были отобраны.
Так, по указу 1713 года у Иванаша и Кутлумамета мурз Маматказиных были отписаны на государя соответственно 9 и 24 душ крестьян из деревне Теньсюпино, у мурз Сафара и Алея Сакаевых 9 душ из села Никольское Кернского уезда.
С этих пор князья Маматказины-Сакаевы и все татарское служилое сословие оказалось в податном состоянии и было приписано к адмиралтейству.
Пётр I отменил все привилегии татарских князей, определив их на рубку и привоз корабельных лесов.
Тем временем, граница России перемещалась всё далее на юг, строились новые крепости, укрепления и валы, началось освоение Урала и активная колонизация земель Поволжья. В связи с этим шла постоянная миграция населения на новые военные пограничные линии, многие темниковские татары также перемещались в новопостроенные остроги и валы на юго-восток.

#### Переселение в Уфимскую губернию
Начиная со 2-й половины XVIII века, с связи с малоземельем на исторической родине и произволом со стороны властей, татарские князья постепенно стали переселяться на территорию Уфимской губернии (современная Республика Башкортостан), где ещё оставались обширные свободные земли. Миграция принимала всё более массовый характер, началось переселение целыми родами.
В 1773 году Маматказины-Сакаевы в сотрудничестве с князьями Бигловыми закупали земли в Белебеевском уезде Уфимской губернии (ныне Благоварский район Республики Башкортостан). Миграция представителей рода из Мещерского края продолжалась вплоть до XIX века.
После серии башкиро-татарских восстаний на территории Поволжья и Приуралья, а также крестьянской войны под предводительством Емельяна Пугачева, отношение руководства страны к мусульманскому населению изменилось: в 1773 году издан указ «О веротерпимости», а в 1788 году открыто Оренбургское мусульманское духовное собрание, разрешено возведение мечетей.

#### Восстановление рода в дворянском титуле
22 февраля 1784 года Екатерина II издала указ «О позволении князьям и мурзам татарским пользоваться всеми преимуществами российского дворянства» в случае предоставления неоспоримых доказательств «предков их благородного достоинства».
Далее в результате 12-летних ходатайств, прошений и активных действий 27 ноября 1796 года в Уфимскую губернию приходит указ, подписанный уже Павлом I, о возведении в дворянство некоторых татарских мурз, в том числе князей Маматказиных-Сакаевых. На основании этого документа «князья Маматказины-Сакаевы в числе 12 человек исключены из подушного оклада (подати) и рекрутчины и возведены в действительное предков их благородное состояние». Князья Маматказины-Сакаевы были внесены в IV часть дворянских родословных книг как иностранный знатный дворянский род, позднее татарские князья вносились в VI часть дворянской родословной книги.
Некогда конфискованные поместья и крепостные крестьяне не были возвращены.

## Известные представители рода
- Сакаев Нуретдин Набиуллович (1885—1927) — актёр и режиссёр Башкирского театра в Уфе и Татарского академического театра в Казани, один из основателей татарского театра.
- Сакаев Гильмутдин Сайфутдинович (1908—1942) — лётчик-штурман ВОВ, майор авиации, кавалер ордена Славы. Татарский композитор Салих Сайдашев посвятил его памяти своё произведение «марш Сакаева»
- Сакаев Ренат Саидович (1928—1995) — журналист, сценарист и главный режиссёр казанского телевидения.
- Сакаева Мастюра Фахретдиновна (1916—2007) — заведующая почечным центром Башкирской республиканской клинической больницы им. Г. Г. Куватова, заслуженный врач БАССР, впервые в РБ внедрила аппарат искусственной почки.
- Сакаев Наиль Кашафутдтинович — главный металлург завода «Гидравлика», заслуженный изобретатель.[источник не указан 3852 дня]
- Князь мурза Сакаев Альфир — организатор и руководитель республиканского татарского национально-культурного центра «Мирас» (Наследие).
- Сакаев Константин Руфович (род. 1974) — российский шахматист, гроссмейстер, чемпион Европы и мира, автор книг по шахматной теории.
- Сакаев Искандер Рауфович (род. 1974) — театральный режиссёр, с августа 2005 года — режиссёр Российского государственного академического театра драмы им. А. С. Пушкина.
- Сакаева Лилия Радиковна — декан факультета иностранных языков, профессор кафедры филологии, заведующая кафедры филологии Казанского университета.